# Samuel Palthen
Samuel Palthen, auch Palthenius, 1726 als von Palthen geadelt, (* 14. August 1679 in Rostock; † 17. Oktober 1750 in Wismar) war ein schwedisch-pommerscher Jurist und Vizepräsident des Obertribunals Wismar.

## Leben
Der Sohn des Hofgerichtssekretärs Johann Palthen († 1708) und dessen Frau Dorothea, Tochter des Wolgaster Ratsherrn Michael Hoppe, wurde in Rostock geboren, wo seine Eltern während des Schwedisch-Brandenburgischen Krieges Zuflucht gesucht hatten. Nach Kriegsende kehrte die Familie nach Greifswald zurück, wo er die Stadtschule und die Universität besuchte. Neben den Rechtswissenschaften studierte er Philosophie, Geschichte und schöne Künste. Nachdem er zwei Disputationen geführt hatte, setzte sein Studium an der Universität Jena fort. Nach einer Bildungsreise durch verschiedene Städte ließ er sich 1707 in Greifswald als Advokat nieder.
Im selben Jahr wurde er Auditeur beim Regiment des Generalleutnants von Schulz und der Garnison in Stralsund. 1709 ging er als Kriegssekretär mit den schwedischen Truppen aus Pommern nach Polen. Die gleiche Funktion übernahm er 1710 beim Korps des Generals Ernst Detlof von Krassow (* um 1660; † 1714). Nach dem Rückzug aus Polen folgte er dem Generalleutnant von Schulz als Gouvernementssekretär nach Wismar. Nach der Eroberung Wismars durch preußisch-dänische Truppen 1716 ging er nach Schweden.
Er wurde zunächst als geheimer Kommissionssekretär mit dem Herrn von Adlerfeld zu einer diplomatischen Mission an den dänischen Hof entsandt. Danach begleitete er den Baron von Trautvetter zu Verhandlungen im Vorfeld des Friedens von Stockholm nach Hannover, Berlin, Warschau und Dresden.
1721 wurde er zum Protonotar am Obertribunal Wismar ernannt. Im Jahr 1726 wurde er zum Assessor des Tribunals ernannt und zusammen mit seinem Bruder Jakob (1683–1743) in den Adelsstand erhoben. Von 1729 bis an sein Lebensende war er Vizepräsident des Tribunals. 1748 wurde er mit dem Nordstern-Orden ausgezeichnet.
Der Jurist Jakob und der Historiker Johann Philipp Palthen waren Samuel Palthens Brüder.